# Kanjira

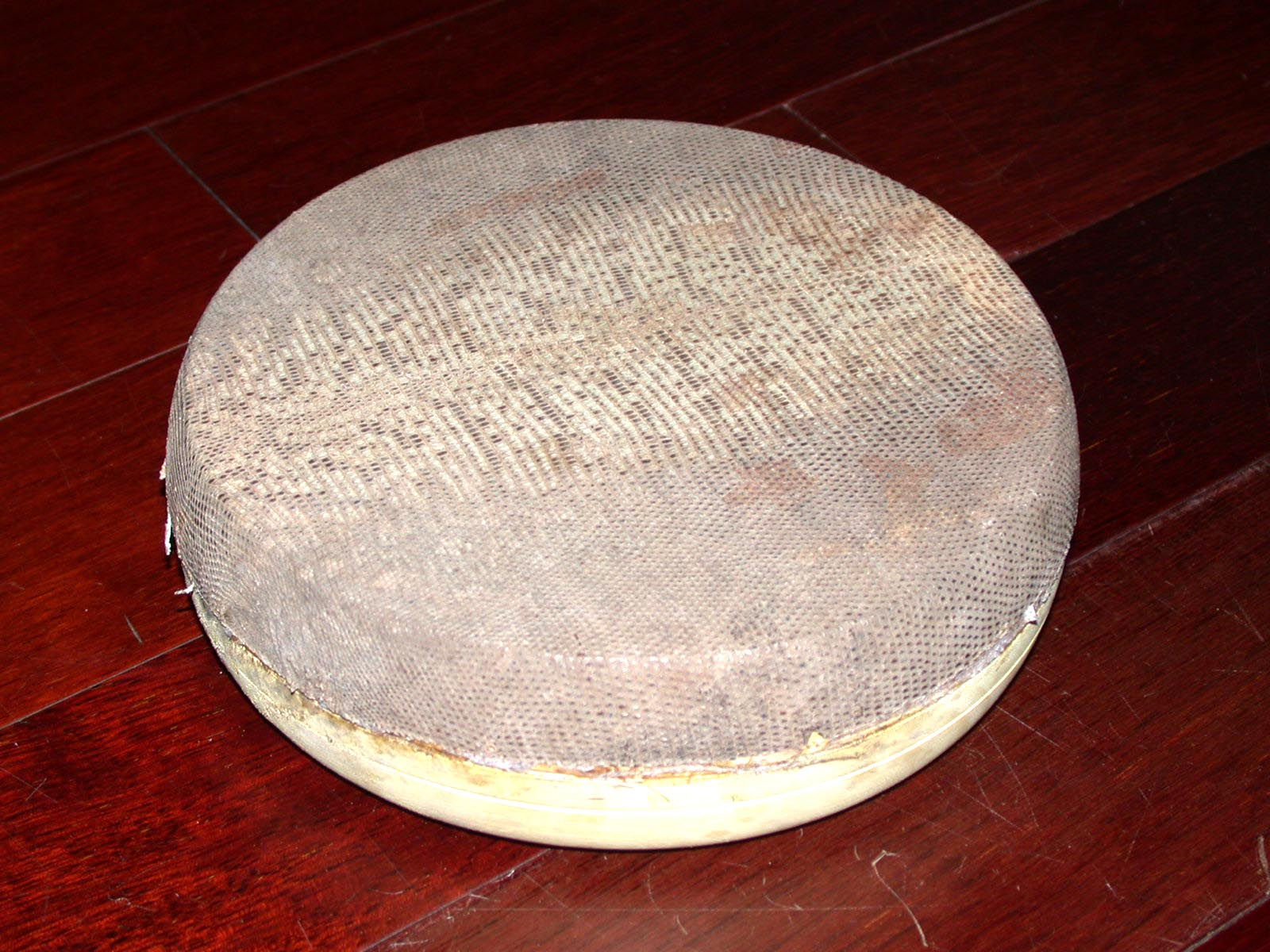
Kanjira

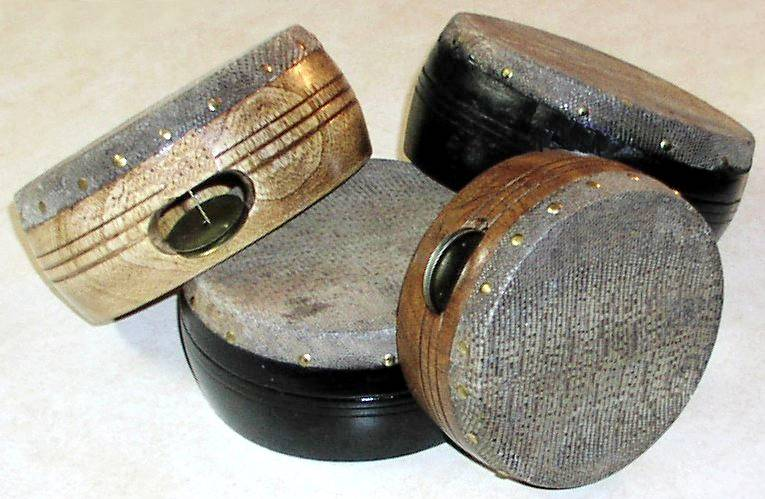
Kanjiras

Kanjira ist eine kleine Rahmentrommel aus Südindien mit einem einzelnen Schellenpaar. Sie wird zur Begleitung der klassischen Musik Südindiens benutzt.
Die kanjira ähnelt dem westlichen Tamburin, im Unterschied zu diesem wird jedoch bei der kanjira seltener von den Schellen Gebrauch gemacht. An einer Stelle des Rahmens sind drei oder vier Schellen flexibel befestigt.
Sie wird in der linken Hand gehalten und mit den Fingern und Handballen der rechten Hand gespielt. Der Rahmendurchmesser beträgt 21–25 Zentimeter, die Rahmenhöhe 7–10 Zentimeter.
Durch die lockere Spannung des auf den Holzrahmen geklebten Fells (traditionell meist Echsenhaut) sind Modulationen der Tonhöhe während des Spiels möglich – eine Technik, die auch bei der bayan der nordindischen tabla verwendet wird. Die Tonhöhe kann durch Erhitzen der Membran erhöht und durch Anfeuchten gesenkt werden. Die kanjira ist namensverwandt mit den Rahmentrommeln kanjari (auch khanjari und khanjani) in Nord- und Ostindien.
Eine in der Volks- und Ritualmusik Südindiens verwendete Rahmentrommel ist die parai. Eine vergleichbare Schellentrommel in der arabischen Musik ist die riq.